# General Alvear (departamento de Corrientes)
General Alvear é um departamento da Argentina, localizado na província de Corrientes. Possuía, em 2019, 8.131 habitantes.